# Carlos Alberto Souza dos Santos
Carlos Alberto Souza dos Santos (født 9. december 1960) er en tidligere japansk fodboldspiller.
Han har spillet for flere forskellige klubber i sin karriere, herunder Kashima Antlers og Shimizu S-Pulse.